# Sassofono sopranino
Il sassofono sopranino è uno dei più piccoli membri della famiglia dei sassofoni. Si tratta di uno strumento traspositore in Mi♭. La sua estensione reale va dal Re♭4 al La6 (un'ottava sopra il sassofono contralto), ma, come per tutti i sassofoni, viene scritta dal Si♭3 al Fa♯6. Benché questo strumento dal suono assai dolce sia uno dei sassofoni meno comuni, esso è tuttora usato e viene prodotto da molte delle ditte più importanti. Date le loro piccole dimensioni i sopranini sono normalmente diritti, ma la ditta Orsi produsse alcuni sopranini curvi.

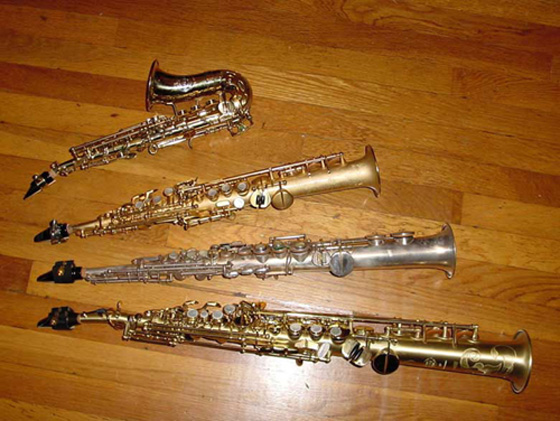
Dall'alto: un sopranino curvo in mi♭, un sopranino diritto in mi♭, un soprano in do, e un soprano in si♭.

Lo strumento fu brevettato, insieme a altri sassofoni, il 28 giugno 1846 da Adolphe Sax.
Dall'avvento del sassofono sopranissimo (soprillo), introdotto all'inizio del XXI secolo da Benedikt Eppelsheim, il sopranino in Mi♭ ha ceduto la palma del più piccolo membro della famiglia dei sassofoni.
L'impiego più notevole del sopranino si trova nel Boléro di Maurice Ravel. Ravel scrisse per un sopranino in Fa, ma è improbabile che un tale strumento sia mai esistito. Al di fuori della musica classica, il sopranino è stato usato da Anthony Braxton e Alfonso Anzevino ,Martin Archer, Lindsay Cooper, Gianni Gebbia, Larry Ochs, Paul McCandless.